# Annectocyma arcuata
Annectocyma arcuata är en mossdjursart som först beskrevs av Harmelin 1976.  Annectocyma arcuata ingår i släktet Annectocyma och familjen Annectocymidae. Inga underarter finns listade i Catalogue of Life.